# Ольховый Ключ
Ольховый Ключ (баш. Ерекле Шишмә) — деревня в Петропавловском сельсовете Аскинского района Республики Башкортостан России.

## Население
| 2002 | 2009 | 2010 |
| ---- | ---- | ---- |
| 56   | ↘54  | ↘42  |

Согласно переписи 2002 года, преобладающая национальность — башкиры (98 %).

## Географическое положение
Расстояние до:
- районного центра (Аскино): 18 км,
- ближайшей железнодорожной станции (Куеда): 117 км.